# Mesopsocidae

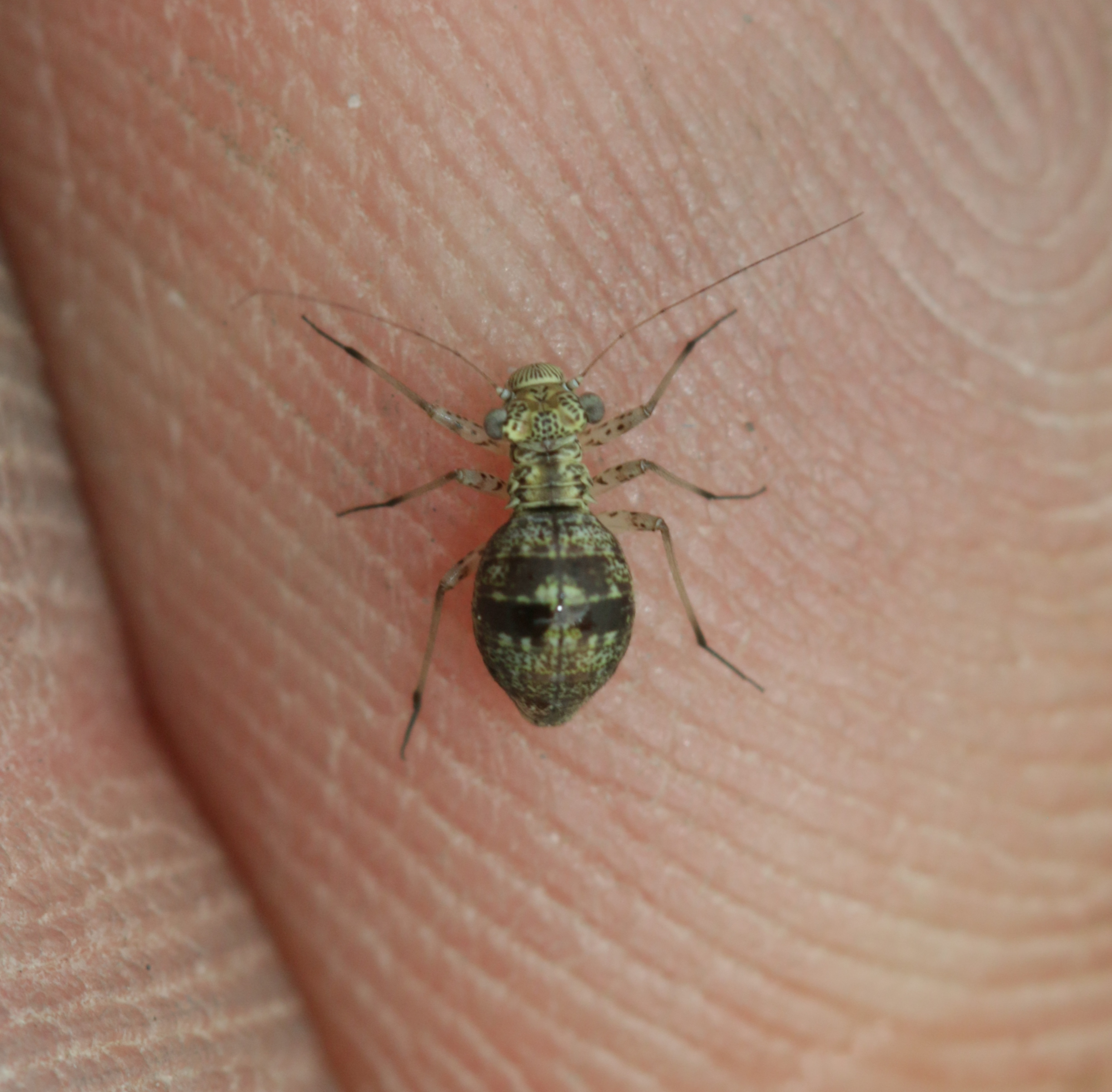
Mesopsocus immunis

Mesopsocidae — семейство сеноедов из подотряда Psocomorpha.

## Описание
Глаза шаровидные. Ячейка ap длиннокрылых форм свободная, высокая; рудиментарные крылья самки в виде чешуек, без следов жилкования по бокам груди. Пульвилла щетинковидная. Дорсальные створки яйцеклада широкие, с коротким предвершинным выростом.

## Систематика
В составе семейства:
- Acmomesopsocus
- Conomesopsocus
- Cyrtopsochus
- Hexacyrtoma
- Idatenopsocus
- Mesopsocidus
- Mesopsocopsis
- Mesopsocus
- Metapsocus
- Microtrichipsocus
- Newipsocus
- Oegomesopsocus
- Palmicola
- Psoculidus
- Psoculus
- Rhinopsocus